# Емил Лилов
Емил Тодоров Лилов е български лекар (педиатър, здравен рководител) и политик (функционер в няколко партии, депутат).

## Биография
Лилов е роден 25 март 1954 година в село Цар-Петрово, община Кула, област Видин. Завършва специалност „Медицина“ в Медицинския университет в Пловдив, специализира педиатрия, социална медицина и здравен мениджмънт.
Д-р Лилов работи като лекар в „Бърза помощ“, завеждащ градска поликлиника, директор на болница, директор на регионален център по здравеопазване (РЦЗ).

## Политика
СДС
Става висш функционер на Съюза на демократичните сили (СДС): организационен секретар на неговия Национален изпълнителен съвет (НИС)
Народен представител е от СДС в XXXIX народно събрание (2001 – 2005).
АТАКА
Лилов е избран за областен координатор на ПП АТАКА за област Видин. Става общински съветник в община Видин.
На парламентарните избори в България през 2013 година е водач на листата на ПП АТАКА в 5-и МИР Видин.
Социалдемокрация
Оглавява кандидатската листа на ПП „Българска социалдемокрация - Евролевица“ (БСЕ) за изборите за народни представители в 5-ти МИР през 2022 г.
Е. Лилов е областен председател и член на Изпълнителния съвет на БСЕ.